# IC 2006
IC 2006 је елиптична галаксија у сазвјежђу Еридан која се налази на листи објеката дубоког неба у Индекс каталогу.
Деклинација објекта је - 35° 58' 2" а ректасцензија 3h 54m 28,3s. Привидна величина (магнитуда) објекта IC 2006 износи 11,2 а фотографска магнитуда 12,2. Налази се на удаљености од 19,228 милиона парсека од Сунца. IC 2006 је још познат и под ознакама ESO 359-7, MCG -6-9-37, AM 0352-360, PGC 14077.